# Biwi No. 1
Biwi No. 1 (Hindi: बीवी नम्बर वन, bīvī nambar van; wörtl.: Ehefrau Nummer eins) ist ein Hindi-Film von David Dhawan aus dem Jahr 1999.

## Handlung
Prem ist sehr wohlhabend und führt mit seiner Frau Pooja und ihren zwei Kindern ein glückliches Familienleben, bis das Model Rupali in sein Leben tritt. Er verliebt sich in sie und fängt an, ein Doppelleben zu führen. Er nimmt Rupali mit in die Schweiz, wo sie von Poojas Schwester Lovely und ihrem Mann Lathan entdeckt werden.
Nach der Rückkehr kauft Prem für Rupali eine schöne Villa und besucht sie, Lathan hilft ihm die Affäre zu vertuschen, doch bald fliegt sie auf, und Pooja stellt Prem ein Ultimatum. Prem verlässt seine Familie und wohnt mit Rupali. Pooja überlegt sich, wie sie ihren Mann zurückgewinnen könnte. Lathan fühlt sich schuldig und verspricht ihr dabei zu helfen. Sie versuchen mit allen Mitteln Prem und Rupali auseinanderzubringen: Kinder und Prems Mutter ziehen bei ihnen ein, Pooja übernimmt die Führung in Prems Werbeagentur und entlässt Rupali, Rupalis Verehrer Deepak taucht dank Lathans Bemühungen wieder auf.

## Hintergrund
Es ist ein Remake des tamilischen Films Sathi Leelavathi (1995) mit Kamal Hassan.

## Auszeichnungen
International Indian Film Academy Awards 2000:
- Beste Nebendarstellerin – Sushmita Sen
- Performance in a Comic Role – Anil Kapoor

Filmfare Award 2000:
- Filmfare Award/Beste Nebendarstellerin – Sushmita Sen

Screen Awards 2000:
- Beste Nebendarstellerin – Sushmita Sen

Zee Cine Awards 2000:
- Beste Nebendarstellerin – Sushmita Sen